# Jasper Fforde
Jasper Fforde (London, 1961. január 11.), angol író. Első regénye, A Jane Eyre-eset 2001-ben jelent meg. A kötet főszereplője, Thursday Next további regények hőse (Thursday Next-sorozat). Regényei műfajilag nehezen besorolhatóak, elemeiben felbukkannak a kémregények, a krimik, a sci-fi, a fantasy, a szatíra, a paródia egyes műfaji jellemzői, de a mindent átható irónia és reflexivitás kivételes egyediséget kölcsönöz Fforde műveinek.

## Élete
Édesapja John Standish Fforde, Angol Nemzeti Bank főpénztárnoka volt, akinek az aláírása látható az 1966 és 1970 között kiadott brit fontokon. Első publikált regényét fia neki ajánlotta. Nagyapja Józef Retinger, író, (Joseph Conrad jó barátja) lengyel emigráns politikus, aki az Európai Mozgalom egyik alapítójaként és első főtitkáraként az Európai Unióhoz vezető út megalapozásban segédkezett. Dédapja E. D. Morel, újságíró, szocialista politikus, brit parlamenti képviselő. Unokatestvérének felesége Katie Fforde, a népszerű írónő. Jasper Fforde feleségével. Mari Roberts fotóssal Hay-on-Wye-ban él Wales és Anglia határán: az 1500 lelkes városkában több, mint 30 könyvesbolt működik (furcsa egybeesésként Fforde regényeinek szinte megszállottságig irodalmi tematikájával). Fforde szenvedélye a repülés, egy saját tulajdonú, veterán de Havilland Tiger Moth-tal repül.
Regényírói karrierje előtt a filmiparban dolgozott különféle segédoperatőri állásokban. Önéletrajza szerint több mint 500 reklámfilmet készített a világ számos pontján, valamint több tucat egész estés film létrehozásában vett részt. Ezek közül az ismertebbek: A per (1993), Aranyszem (1995), Hegylakó 2. – A visszatérés (1990), Az angyal (1996), Zorró álarca (1997), Briliáns csapda (1999), A bevetés szabályai (2000), Sade márki játékai (2000).
Fforde intenzív kapcsolatot ápol rajongóival. A szokásos marketingeseményeken túl (könyvbemutatók, turnék, dedikálások) évente megrendezi a Fforde-fiestát, amely jellemzően egy-egy év (pl. 1986), néhány közismert irodalmi alak (Hamlet) és Fforde-regények köré szerveződő tematikus rajongói fesztivál. A játékos feladatok mellett – pl. ki tudja gyorsabban elmondani Hamlet-nagymonológját – korabeli hangulatot idéző koncertekből, jelmezes felvonulásból, vetélkedőkből áll a program. Fforde hivatalos weboldala is rengeteg információval szolgál, alkalmanként twitterezik, egyes eseményekről blogot ír, hetente frissülő "A hét képe" rovatot tart fent, rendszeres online vetélkedőket szervez az egyes könyvekhez kapcsolódóan. A weboldalon találhatók a könyvek hibajegyzékei: a szerző javaslata szerint egy fekete tollal felszerelkezve e jegyzékek segítségével "frissíthetők" az egyes kiadások, amelyekhez letölthető igazolások is nyomtathatóak.

## Thursday Next-regények
- The Eyre Affair 2001 (A Jane Eyre-eset, Láva Kiadó, 2008 fordította: Tóth Tamás Boldizsár; Cor Leonis Kiadó, 2013 fordította: Tóth Tamás Boldizsár)

A regény 2001-ben jelent meg. Fforde bevallása szerint 76-szor utasították vissza, mielőtt kiadót talált volna. A regényben megjelenő világ az összes eddig megjelent Fforde-mű keretéül szolgáló alternatív (párhuzamos) univerzum, ahol pl. a krími háború még az 1980-as években is tart Anglia és Oroszország között, Wales államformája szocialista köztársaság és hűvös viszonyt ápol Angliával, a Goliath Corporation az élet minden területét ellenőrző nagyvállalat. Az alternatív világ talán legkülönösebb jellemzője, hogy a klasszikus irodalomnak sokkal nagyobb jelentősége van, mindenki olvasta a 19. századi angol szerzőket, bűnszervezetek komoly fantáziát látnak az irodalmi hamisításokban, terrorcsoportok tevékenykednek Shakespeare-művek baconi szerzőségének elismertetésének érdekében. A regény másik jellemzője a műfajok keverése és ironikus, reflexív kezelése: a gonosz főszereplő tisztában van azzal, hogy ő a gonosz főszereplő, ennek tudatában és erre hivatkozva viselkedik. Feltehetően számos szakdolgozatnak lesz témája a mű központi elemeként használt intertextualitás. A saját világ megteremtésében nagy szerepe van Fforde számtalan nyelvi újításának.

## Nursery Crime-regények
Ennek a sorozatnak a főszereplője Jack Spratt detektív, aki már a Well of the Lost Plotsban is feltűnt, és akkor sikerült a kiadatlan regényt kiadhatóvá alakítana, Thursday Next hathatós segítségével. A megjelenített események talán összefüggésben vannak azzal a ténnyel is, hogy a The Big Over Easy Fforde első, kiadatlan regénye (eredeti címe: Who Killed Humpty Dumpty), amelynek munkacíme volt a Nursery Crime, ami később sorozat nevét adta.

## A szürke árnyalatai-trilógia
A Nagy-Britanniában 2010. január 18-án megjelent Shades of Grey (A szürke árnyalatai) egy különleges posztapokaliptikus világot ábrázol, amelyben mindenki annyit ér, ahány és amilyen színt látni képes. A társadalom legalján találhatók azok, aki csak a szürke színt képesek látni: őket szürkéknek is hívják, aztán következnek a vörösek, kékek, a közösségeket a bíborok irányítják, és a hierarchia csúcsán állanak a Nemzeti Szín Vállalat dolgozói. A rendkívül merev, kasztszerű társadalom, amelyet rengeteg szabály szabályoz, a stabilitás és változatlanság fenntartását célozza, mindenféle haladás, fejlődés erősen ellenjavallott. A regény hősei, Eddie Russett és Jane Grey a szörnyű titkokat és elnyomást rejtő társadalmi rend felforgatására törnek. A kötet utolsó oldala szerint a regény trilógiává válik, amint megjelenik a két következő rész: Shades of Grey 2: Painting by Numbers (Festés számok szerint), Shades of Grey 3: The Gordini Protocols (A Gordini-szabályok).

## A Dragonslayer-trilógia
Fforde legújabb sorozata szintén egy alternatív világban játszódik, hasonlóan korábbi munkáihoz, ám ezúttal a célközönség a tizenéves korosztály.
A 15 éves Jennifer Strange egy olyan világban él, ahol mindennapos a mágia, ám a modern világ lassan háttérbe szorítja azt.

## Irodalmi előzmények, hatások
Fforde több szerzőt is említ, akik hatással voltak rá. Lewis Carroll: Alice Csodaországban, Antoine de Saint-Exupéry: A kis herceg, Kurt Vonnegut: Az ötös számú vágóhíd, P. G. Wodehouse regényei szerepelnek általában felsorolásaiban. A nála hozzáértőbbek természetesen felfedezhetik Jorge Luis Borges, George Orwell, Philip K. Dick és mások hatását is.

## Művei
- Thursday Next-sorozat
  - A Jane Eyre-eset (The Eyre Affair) (2001) (Láva Kiadó, 2008 fordította: Tóth Tamás Boldizsár, Cor Leonis Kiadó, 2013, fordította: Tóth Tamás Boldizsár)
  - Egy regény rabjai (Lost in a Good Book) (2002) (Cor Leonis Kiadó, 2013, fordította: Tóth Tamás Boldizsár)[1]
  - The Well of Lost Plots (2003)
  - Something Rotten (2004)
  - First Among Sequels (2007)
  - One of our Thursdays is Missing (2011)
  - The Woman Who Died a Lot (2012)
- Nursery Crime Division-sorozat
  - The Big Over Easy (2005)
  - The Fourth Bear (2006)
- Shades of Grey-sorozat
  - Monokróm (The Road to High Saffron) (2009) (Metropolis Media, 2018, fordította: F. Nagy Piroska)
- The Dragonslayer-trilógia
  - The Last Dragonslayer (2010)
  - The Song of the Quarkbeast (2011)
  - The Eye of Zoltar (2014)
- Önálló regények:
  - Early Riser (2018)
  - The Constant Rabbit (2020)